# Малта да Силва, Амандио
Амандио Жозе Малта да Силва (порт. Amândio José Malta da Silva; род. 19 февраля 1943, Бенгела, Ангола) — португальский футболист, защитник.

## Карьера

### Клубная карьера
Во взрослом футболе дебютировал в 1964 году в составе клуба «Бенфика». Столкнувшись с серьёзной конкуренцией, он играл в основном в "Кубке Португалии, не выступая в матчах чемпионата.
Малта да Силва провёл свой наиболее успешный сезон в «Бенфике» в возрасте 26 лет, сыграв 33 матча в сезоне 1969/70 и выиграв с командой Кубок Португалии. Начиная с сезона 1973/74 он постепенно терял своё значение в команде, покинув клуб в 1976 году.
В 1977 году Малта да Силва последовал за многими одноклубниками в Северную Америку, где присоединился в состав клуба «Сан-Хосе Эртквейкс».
В поздние годы своей карьеры выступал за некоторые португальские клубы. В 1979—1981 годах тренировал команду клуба «Бенфика Кастелу Бранку». Завершил карьеру футболиста в 1983 году.

### Карьера в сборной
В 1971 году дебютировал в официальных матчах в составе национальной сборной Португалии во время отборочной кампании на чемпионат Европы 1972 года. Всего в составе сборной принял участие в пяти матчах.

## Достижения
«Бенфика»
- Чемпион Португалии (7): 1964/65, 1968/69, 1970/71, 1971/72, 1972/73, 1974/75, 1975/76
- Обладатель Кубка Португалии (2): 1968/69, 1969/70